# ChorusOS
ChorusOS 是為嵌入式系統所設計的一個微核心即時作業系統（real-time OS）。該作業系統是由Chorus Systems所創造出來的，於1997年昇陽電腦收購該公司，並且不再提供對ChorusOS的支援。原先的Chorus Systems的創辦人於2002年8月成立一家新的公司稱為Jaluna。Jaluna使用Linux和ChorusOS（綽號為"C5"）來設計嵌入式系統。

## 外部連結
- Jaluna.com（页面存档备份，存于）
- Programming under ChorusOS（页面存档备份，存于）, Pr. Jean-Marie Rifflet, Paris Diderot University, 2000
- David Stott 的 ChorusOS 摘要
- Sun's ChorusOS 4.0.1 Common Documentation Collection